# پامچال جویباری
پامچال جویباری، پامچال طناز (نام علمی: Primula auricula) نام یک گونه از سرده پامچال است.